# Стахиурус ранний
Стахиурус ранний (лат. Stachyurus praecox) — вид растений из род Стахиурус входящего в монотипное семейство Стахиуровые (Stachyurus).

## Распространение и экология
Вид происходит из Японии, широко культивируется по всему миру, в том числе и на Черноморском побережье Кавказа.
Предпочитает затененное, защищенное от холодных, иссушающих ветров место, но будет расти и на полном солнце, при условии постоянной влажности.
Почвы предпочитает влажные, хорошо дренированные, богатые гумусом, плодородные почвы, кислой или нейтральной реакции.

## Ботаническое описание
Кустарник до 4 м в высоту и достигающий около 3 м в ширину.
Цветение идёт с марта по апрель, до появления распустившихся листьев, привлекательными желтоватыми цветками. Ярко-зелёные листья в длину до 7—14 см. Плодоношение длится  с июля по август.
Размножение семенами (осенью сеют в холодные парники) и летними полуодревесневшими черенками «с пяткой».